# Vincent Jones
Vincent Bernand Jones (ur. 9 listopada 1977 w Missisipi) – amerykański koszykarz występujący na pozycji środkowego.
W 2000 roku został wybrany w kilku różnych draftach, USBL (nr 12) przez Dodge City, ABA (nr 11), IBL (nr 42) przez San Diego Stingrays, CBA (nr 87) przez Rockford Lightning.

## Osiągnięcia
Na podstawie, o ile nie zaznaczono inaczej.
NCAA
- Mistrz turnieju konferencji Southwestern Athletic (SWAC – 2000)
- Obrońca roku SWAC (2000)
- MVP turnieju SWAC (2000)
- Zaliczony do II składu SWAC (1999, 2000)
- Lider SWAC w:
  - liczbie:
    - bloków (1998, 2000)
    - zbiórek (2000)

  - średniej:
    - zbiórek (2000)
    - bloków (2000)

Drużynowe
- Mistrz Syrii (2007)
- Wicemistrz Ligi Azjatyckiej (2006, 2007)
- Brązowy medalista mistrzostw Polski (2004)
- Zdobywca pucharu Syrii (2007)
- Finalista pucharu Turcji (2002)[5]

Indywidualne
- MVP:
  - pucharu Turcji (2002)[5]
  - sezonu regularnego ligi tureckiej (2002)[5]
- Obrońca roku ligi rosyjskiej (2001)[6]
- Zaliczony do:
  - I składu defensywnego ligi rosyjskiej (2001)[6]
  - II składu Ligi Azjatyckiej (2007)
- Lider w blokach:
  - PLK (2004)[7]
  - ligi rosyjskiej (2001)
  - ligi azjatyckiej (2010)
  - ligi tureckiej (2002)[8]